# Sociedad Venezolana de Ciencias Naturales
- Sitio web Archivado el 18 de diciembre de 2014 en Wayback Machine.

El origen de la Sociedad Venezolana de Ciencias Naturales está enraizada en los episodios históricos; de los viajes al Nuevo Mundo y a Venezuela de los Grandes naturalistas Alejandro de Humboldt y Amadeo Bonpland a partir de 1799, los cuales despertaron tanto interés por la naturaleza y estimularon el pensamiento y la acción de los científicos y demás personas vinculadas a este campo.
Actualmente, es una sociedad civil sin fines de lucro, fundada el 29 de octubre de 1929, domiciliada en Caracas cuyos objetivos principales son:
1. Promover y fomentar las investigaciones de las ciencias naturales, para despertar interés por los aspectos científicos, culturales, educacionales y recreativos de la naturaleza.
2. Coadyuvar a la formación de una conciencia colectiva respecto a la importancia de los recursos naturales renovables y a la necesidad de la conservación.
3. Apoyar todas las actividades que contribuyan a la preservación de la calidad del medio ambiente en general, a la defensa del patrimonio natural y sociocultural de la nación.

### Historia
La estela luminosa de Humboldt motivo luego a figuras de la talla de José María Vargas y Juan Manuel Cagigal, quienes al promover  y divulgar las ideas y hallazgos científicos de aquellos sabios pioneros, contribuyeron a afianzar en nuestro medio otros valores de la cultura universal. 
La publicación en París de los trabajos científicos de Humboldt  y  Bonpland entre 1814 y 1829, que tuvieron gran resonancia en Europa, dio oportunidad a los venezolanos de instruirse en el conocimiento de nuestra riqueza natural, e incito a otros investigadores a venir a nuestro país como Belerman Schömburgk, los botánicos franceses A. Plée y G. Goudeot  con el fin de realizar trabajos de investigación.
En 1861 arribo a Caracas el eminente naturalista Adolfo Ernst, quien, hasta su muerte, acaecida en 1899, se dedica por entero a la enseñanza y a la investigación de las ciencias naturales. Por la trascendencia de su obra, que influyo notablemente en el desarrollo de estas disciplinas en Venezuela, y como fundador en 1867 de la “Sociedad de Ciencias Físicas y Naturales “, este ilustre adalid de la causa naturalista puede ciertamente considerarse como el Precursor de la actual Sociedad Venezolana de Ciencias Naturales, ya que esta se inspiro en los mismos ideales y persiguió desde su creación los mismos fines que aquella.
Pese a sus tesoneros esfuerzos, para los cuales contó con el concurso de hombres como Francisco de Paula Acosta, Arístides Rojas, Manuel Vicente Díaz, Lino Revenga, Agustín Aveledo, Elías Rodríguez, Luciano Urdaneta, Teofilo Rodríguez y otros entusiastas, la Sociedad que Ernst fundara solo logró sostenerse  hasta el año 1879, debido al ambiente poco propicio para el cultivo de la ciencia que entonces prevalecía en Venezuela, a consecuencia de las constantes luchas armadas que caracterizaron el periodo de la Federación.
Después del fallecimiento de Ernst adviene un largo receso en la actividad científica que es apenas interrumpido por el deseo y la inquietud de muchas personas preocupadas, de revivir la antigua Sociedad que él fundara.
Los esfuerzos en este sentido cristalizan el 29 de octubre de 1929, cuando un pequeño grupo se reunió para considerar un proyecto encaminado a constituir una nueva organización científica, la cual se hace realidad el 27 de febrero de 1931 al fundarse la Sociedad Venezolana de Ciencias Naturales, cuya primera Junta Directiva fue integrada por Luis Razetti (Presidente), Alfredo Jahn (Vicepresidente), Henri Pittier (Secretario), Eduardo Róhl (Tesorero) y Francisco Izquierdo (Bibliotecario). Otros miembros fundadores, que en un total de 58 constituyeron el núcleo inicial de afiliados, fueron personas destacadas, como Juan Iturbe, William H Pheps, Francisco Tamayo,  Ricardo zuloaga, Santiago  Aguerrevere entre otros. La contribución muy especial de Henri Pittier a la fundación de la Sociedad, que descuella por su tenacidad y constancia en la etapa de promoción y organización y posteriormente por la asidua dedicación a la investigación y a la  divulgación, merece una mención destacada y un reconocimiento imperecedero. También es de justicia mencionar el extraordinario aporte del finado William H. Phelps y de su distinguida familia a la consolidación de la institución, materializado en la donación del terreno y del antiguo edificio sede y en un permanente respaldo a los programas científicos.

### Propósito
Desde su fundación, y hasta el presente las actividades de la Sociedad Venezolana de Ciencias Naturales están dirigidas a:
- Promover y fomentar la investigación de las ciencias naturales.
- Realizar actividades cuyos objetivos son despertar interés por el estudio de la ciencia entre la población estudiantil 
- Coadyuvar a la formación de una conciencia colectiva respecto a la importancia de los recursos naturales renovables y a la necesidad de su conservación; 
- Propender a todo cuanto contribuya a la preservación de la calidad del medio ambiente y en general, a la defensa del patrimonio natural y sociocultural de la nación.
- Divulgar el conocimiento científico.

### Logros
En el curso de sus 90 años, la Sociedad Venezolana de Ciencias Naturales ha desarrollado una intensa actividad en el campo de la investigación, educación , divulgación científica y en la conservación del  ambiental, entre las cuales podemos destacar:
- Designación del Árbol Nacional Venezuela, EL ARAGUANEY (Tabebuia chrysantha), declarado oficialmente el 29 de mayo de 1948, por el Ministerio de Educación Agricultura y Cría.
- La designación y organización del certamen para nombrar al Ave Nacional de Venezuela, EL TURPIAL (Icterus icterus), el 23 de mayo de 1958. 
- La designación de la Flor Nacional de Venezuela, LA ORQUIDEA o FLOR DE MAYO (Cattleya mossiae), declarada como La Flor Nacional el 23 de mayo de 1951. 
- Para el año de 1959, significativos conservacionistas y miembros de la Sociedad, como los señores Ramón Aveledo Hostos, Francisco Tamayo y Leandro Aristeguieta, implantan los cimientos para desarrollar, en las cercanías de la ciudad de Calabozo, en el estado Guárico, LA ESTACION BIOLOGICA DE LOS LLANOS “FRANCISCO TAMAYO”, consagrada para el estudio y la investigación de este importante y significativo ámbito territorial.
- La publicación hasta la fecha de 154 números del Boletín Científico, donde aparecen diferentes trabajos de investigación sobre: Geología, Sismográfica, Geografía, Glaciología, Antropología, Flora, Fauna, Etnología, Arqueología, Astronomía,  Meteorología, Espeleología y Ecología.
- La Realización de expediciones científica en todo el territorio nacional.
- La Organización de LXIX Exposición de Orquídeas.
- El 5 de mayo de 1975 la Sociedad Venezolana de Ciencias Naturales, funda el Centro de Investigación y Educación Ambiental “Ricardo Montilla” en la ciudad de Acarigua, estado Portuguesa, en un relicto de la selva de Turen, la cual tenía como misión proporcionar a personas y entidades, cuyas funciones se vinculan directamente con la educación y los problemas ambientales, los recursos intelectuales, científicos e informativos requeridos para desarrollar programas de protección y educación ambiental.
- 150 aves descubiertas para la ciencia 
En la actualidad la Sociedad está más que nunca comprometida con el desarrollo científico y la preservación de la riqueza natural que posee Venezuela.